# Lepidomyia stellata
Lepidomyia stellata är en tvåvingeart som först beskrevs av Hull 1941.  Lepidomyia stellata ingår i släktet Lepidomyia och familjen blomflugor. Inga underarter finns listade i Catalogue of Life.